# Swell Maps

Les Swell Maps sont un groupe anglais des années 1970, issu de la région de Birmingham, précurseur du post-punk, séparés en 1980.
Influencés aussi bien par le Glam rock de T. Rex que par le Krautrock de Can, ils ont créé un paysage sonore original qui sera largement imité par les groupes post-punk. 

## Histoire
Dès 1972, deux adolescents de Solihull dans les Midlands, Epic Soundtracks (Kevin Paul Godfrey de son vrai nom) et  Nikki Sudden (son frère Adrian Nicholas Godfrey) formèrent le noyau de ce qui allait devenir les Swell Maps, Epic jouait de la batterie et du piano tandis que Nikki jouait de la guitare et chantait.
Rejoints par Richard Earl, David Barrington, John Cockrill et Jowe Head, ils sortent le 45 tours Read About Seymour en 1977. Leur premier album A Trip to Marineville sortira en 1979 et sera numéro 1 au hit-parade indépendant nouvellement créé. Un autre album, The Swell Maps in 'Jane From Occupied Europe', sortira en 1981. Whatever Happens Next..., une compilation de leurs expérimentations des débuts sortira avant leur séparation.

## Héritage
Leur influence est considérable dans le mouvement post-punk et pour l'émergence du mouvement DIY ("Avec leurs copains des Television Personalities, les Swell Maps engendrèrent une branche du post-punk qui fétichisait l'ingénuité. Voix fluettes, rythmiques chancelantes, lignes de basse bourdonnantes et rudimentaires, guitares négligemment dissonantes : les groupes DIY se délectaient du potentiel bruitiste de la guitare, sans pour autant "faire du rock" et encore moins du "roc'n'roll"", écrit Simon Reynolds, p. 141).
Elle perdure aujourd'hui, où leurs enregistrements sont recherchés par les collectionneurs et ont été abondamment réédités et exhumés.
Les membres des Swell Maps ont poursuivi des carrières solo, particulièrement Nikki Sudden, Epic Soundtracks et Jowe Head. Epic Soundtracks est mort en 1997, son frère Nikki Sudden en 2006.

## Discographie

### Albums Studio
- A Trip to Marineville (1979)
- Jane From Occupied Europe (1980)

### Compilations
- Whatever Happens Next... (1981)
- Collision Time (1981)
- Train Out of It (1986)
- Collision Time Revisited (1989)
- International Rescue (1999)
- Sweep The Desert (2000)

### Singles
- "Read About Seymour" (1977)
- "Dresden Style" (1978)
- "Real Shocks" (1979)
- "Let's Build a Car" (1979)

### En anglais
- Discographie complète des Swell Maps
- Page Nikki Sudden
- Page Epic Soundtrack
- Groupe Yahoo sur Jowe Head

### En français
- Nikki Sudden : Nikki Icon, un portrait dans Chronicart en 2002